# Bundesministerium für Land- und Forstwirtschaft, Klima- und Umweltschutz, Regionen und Wasserwirtschaft
Koordinaten: 48° 12′ 35″ N, 16° 22′ 59″ O

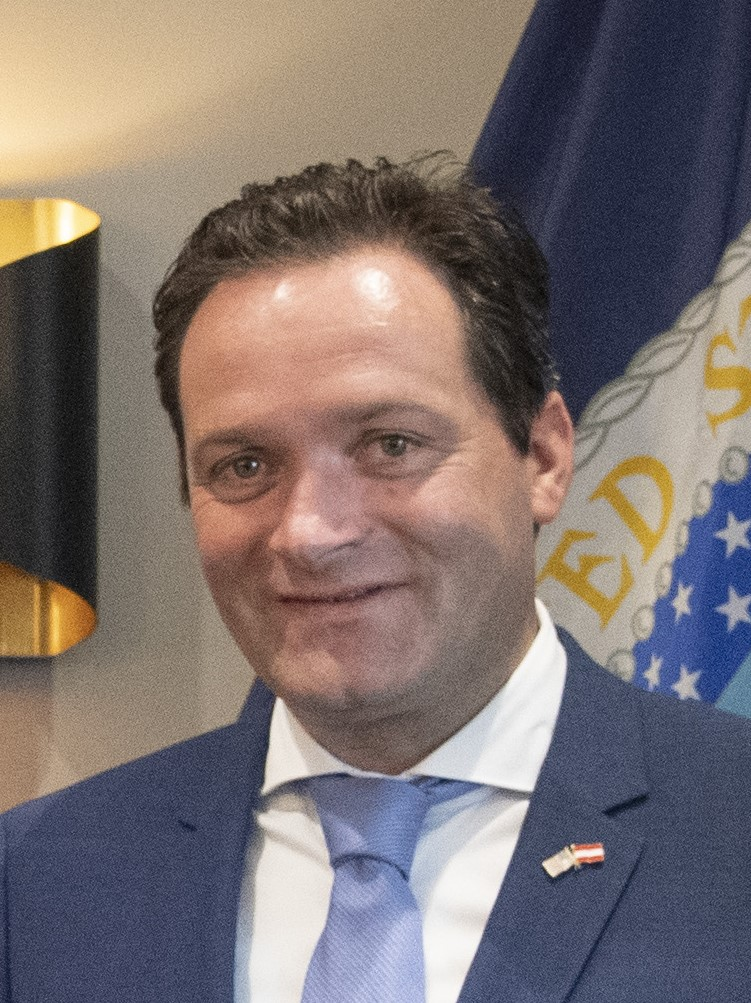
Norbert Totschnig, Bundesminister für Land- und Forstwirtschaft, Klima- und Umweltschutz, Regionen und Wasserwirtschaft

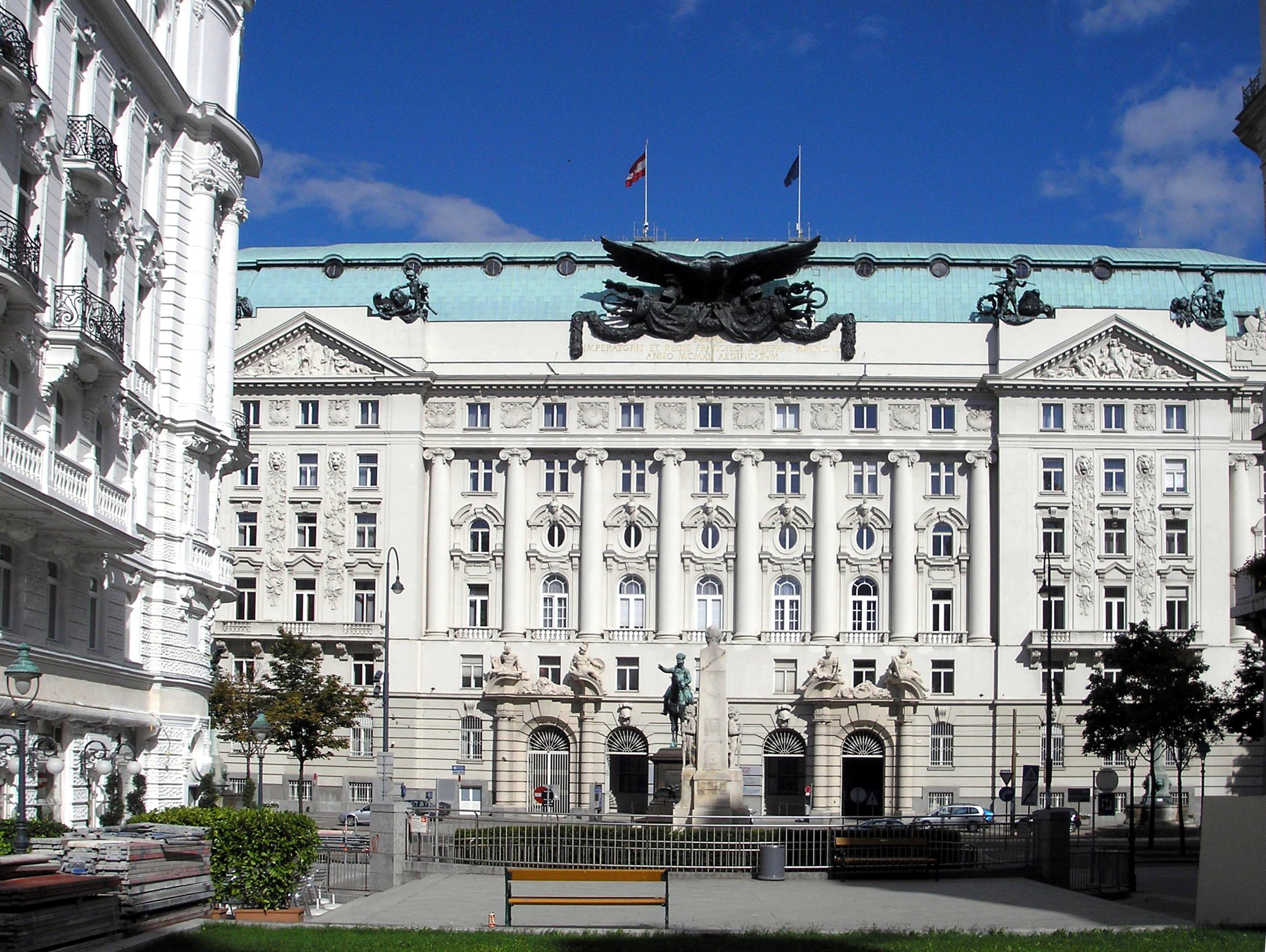
Sitz des Bundesministeriums im ehemaligen Kriegsministerium Stubenring 1 (Juni 2006)

Das Bundesministerium für Land- und Forstwirtschaft, Klima- und Umweltschutz, Regionen und Wasserwirtschaft (kurz BML) ist das für die Agrarpolitik, die Forstpolitik, das Jagdwesen, die Fischerei, das Weinrecht, das Wasserrecht und Teile des Tierschutzes, sowie für Umwelt- und Klimaschutz zuständige Bundesministerium der Republik Österreich. Es führt diese Bezeichnung seit 3. März 2025.

## Geschichte

### Ackerbauministerium in Österreich-Ungarn (1867–1918)
Das k.k. Ackerbauministerium für Cisleithanien (Österreichische Länder: Habsburgische Erblande und Böhmische Krone) wurde 1867 gegründet. Neben den landwirtschaftlichen Angelegenheiten waren ihm von Anfang an auch die forstlichen unterstellt, sowie Jagd und Fischerei, wie auch die des Wasserbaues (soweit es sich nicht um Angelegenheiten des Verkehrs oder militärische Interessen handelte). Ein wichtiges Jahr ist diesbezüglich 1884, das als Gründungsjahr der heutigen Bundeswasserbauverwaltung (Meliorationsgesetz, heute Wasserbautenförderungsgesetz) wie auch der Wildbach- und Lawinenverbauung gilt.
Erster Minister war Alfred Józef Potocki.

### Bundesministerium für Land- und Forstwirtschaft in der Ersten Republik (1918–1934)
In der Ersten Republik hieß das Ministerium von 1918 bis 1919 Staatsamt für Landwirtschaft, dann Staatsamt für Land- und Forstwirtschaft. Erster republikanischer Staatssekretär war ab 12. November 1918 Josef Stöckler. Ab 1920 hieß das Amt Bundesministerium für Land- und Forstwirtschaft, erster Bundesminister Österreichs war Karl Renner ab 24. Juni 1920.

### Ministerium im Bundesstaat bis zum „Anschluss“ (1934–1938)
Mit dem „Anschluss“ Österreichs hörte das Ministerium 1938 auf zu bestehen.

### Bundesministerium für Land- und Forstwirtschaft in der Zweiten Republik (1945–2000)
In der Zweiten Republik wurde April 1945 provisorisch wieder ein Staatsamt für Land- und Forstwirtschaft eingerichtet, Staatssekretär war Rudolf Buchinger. Dann wurde das Bundesministerium für Land- und Forstwirtschaft wiederhergestellt, erster Minister nach dem Zweiten Weltkrieg war Josef Kraus ab dem 26. Sep. 1945.

### Bundesministerium für Gesundheit und Umweltschutz (1972–1987)
Zum 2. Februar 1972 wurden Belange des Umweltschutzes aus drei anderen Ressorts zusammengefasst und zunächst mit dem Gesundheitsressort verbunden. 1975 kam mit dem neuen Forstgesetz die Wildbach- und Lawinenverbauung, die dem Forstwesen eingegliedert wurde (vorher Forsttechnischer Dienst für Wildbach- und Lawinenverbauung), damit wurden die Agenden der Wasserwirtschaft, soweit sie Bundessache sind, aufgewertet.
Erste Bundesministerin für Gesundheit und Umweltschutz war Ingrid Leodolter.

### Bundesministerium für Umwelt, Jugend und Familie (1987–2000)
Zum 1. April 1987 gab die Umweltministerin Marilies Flemming den Aufgabenbereich Gesundheit ab und übernahm stattdessen den Aufgabenbereich Jugend und Familie. Diese Kombination von Familien- und Umweltministerium war von 4. Mai 1995 bis 1. Mai 1996 unterbrochen, als Martin Bartenstein einzig Umweltminister war. Jedoch übernahm er kommissarisch am 12. März 1996 und definitiv am 1. Mai 1996 wieder zusätzlich das Familienressort.

### Aufgabenkombination des Lebensministeriums (2000–2014)
2000 wurden in der Regierung Schüssel I die Umweltzuständigkeiten des Umweltministeriums mit dem Landwirtschaftsministerium vereint. Die Zuständigkeiten für Jugend und Familien des Umweltministeriums gingen in das Sozialministerium über.
2004 rief der damalige Umweltminister Josef Pröll die vierwöchige Aktion Nachhaltige Wochen ins Leben, die einmal jährlich auf ökologische und sozialverträgliche Produkte aufmerksam machen soll, mit dem Ziel, ein Bewusstsein für nachhaltigen Konsum zu schaffen.  2010 wurde die Aktion nach Amtsantritt von Nikolaus Berlakovich unter dem Namen „Bewusst kaufen“ als ganzjährige Initiative fortgeführt.
Ein Projekt zur Förderung der traditionellen Küche in Österreich wurde 2009 mit dem Projekt Traditionelle Lebensmittel geschaffen, in dem in Zusammenarbeit mit dem Kuratorium Kulinarisches Erbe Österreich Produkte erfasst werden, die mindestens drei Generationen oder 75 Jahre in der jeweiligen Region verankert sind.
Um die Bedeutung der Lebensmittel aus der eigenen Region zu stärken, wird seit 2011 die Dachmarke Genuss Region Österreich gemeinsam mit der Agrarmarkt Austria vergeben.

### Umstrukturierung 2014
Im März präsentierte der seit Dezember 2013 amtierende Minister Rupprechter sein politisches Grundsatzprogramm und kündigte zugleich einen strukturellen Umbau des BMLFUW an. So soll die Sektion I (Recht) aufgelöst werden. Weiters verkündete der Minister die Umbenennung des BMLFUW von Lebensministerium in Ministerium für ein lebenswertes Österreich.

### Bundesministerium für Nachhaltigkeit und Tourismus (2018–2020)
2018 erhielt das Ministerium vom Wirtschaftsministerium die Zuständigkeiten für Energie, Bergwesen und Tourismus. In diesem Zusammenhang erfolgte die Umbenennung auf Bundesministerium für Nachhaltigkeit und Tourismus.

### Bundesministerium für Landwirtschaft, Regionen und Tourismus (2020–2022)
2020 gab das Ministerium die Zuständigkeiten für Umwelt und Energie an das bisherige Verkehrsministerium ab, welches zugleich in Bundesministerium für Klimaschutz, Umwelt, Energie, Mobilität, Innovation und Technologie umbenannt wurde. Andererseits erhielt es vom Verkehrsressort die Zuständigkeiten für Post und Telekom sowie vom Innenministerium für den Zivildienst. Es wurde dabei in Bundesministerium für Landwirtschaft, Regionen und Tourismus umbenannt.

### Bundesministerium für Land- und Forstwirtschaft, Regionen und Wasserwirtschaft (2022–2025)
Mit Inkrafttreten des Bundesministeriengesetzes am 18. Juli 2022 gab das Ministerium die Zuständigkeiten für die Regulierung des Post- und Telekommunikationswesens an das Finanzministerium ab. Außerdem wurde die Zuständigkeit für das österreichische Bergwesen dem Finanzministerium übertragen. Gleichzeitig wurde es in Bundesministerium für Land- und Forstwirtschaft, Regionen und Wasserwirtschaft umbenannt.

### Bundesminister für Land- und Forstwirtschaft, Klima- und Umweltschutz, Regionen und Wasserwirtschaft (seit 2025)
In der Bundesregierung Stocker wurden die Ressorts Umwelt- und Klimaschutz wieder dem Landwirtschaftsministerium angegliedert.

## Aufgaben
Das Bundesministerium für Land- und Forstwirtschaft, Klima- und Umweltschutz, Regionen und Wasserwirtschaft ist zuständig für:
- Angelegenheiten der Agrarpolitik und des Landwirtschaftsrechts, Ernährungswesen ausgenommen Nahrungsmittelkontrolle.
  - Landwirtschaftliches Forschungs-, Versuchs-, Prüfungs- und Kontrollwesen.
  - Angelegenheiten der Entwicklung des ländlichen Raumes.
- Angelegenheiten der Forstpolitik und des Forstrechts.
  - Forstwirtschaftliches Forschungs-, Versuchs-, Prüfungs- und Kontrollwesen.
  - Wildbach- und Lawinenverbauung.
- Ordnung des Binnenmarktes hinsichtlich land-, ernährungs- und forstwirtschaftlicher Erzeugnisse sowie Saat- und Pflanzgut, Futter-, Dünge- und Pflanzenschutzmitteln einschließlich der Zulassung, sowie Pflanzenschutzgeräten mit Ausnahme der Preisregelung, Preisüberwachung und der Angelegenheiten der Preistreiberei.
  - Qualitätsklassenregelungen, Pflanzenzucht- und Saatgutwesen.
  - Importausgleich; Absatz- und Verwertungsmaßnahmen.
  - Zollbestätigungsverkehr.
  - Vorratshaltung.
- Regelung der Ein- und Ausfuhr
  - von Waren, die Gegenstand der Urproduktion der heimischen Landwirtschaft sind, sowie von Fleisch und Fleischwaren, Mehl und Grieß, Milchpulver, Butter, Käse und sonstigen Erzeugnissen der Milchwirtschaft, Weinen, Futtermittelzubereitungen sowie
  - hinsichtlich phytosanitärer Belange.
- Weinrecht und Weinaufsicht.
- Angelegenheiten der Bodenreform und Verfahren der Agrarbehörden; Verkehr mit land- und forstwirtschaftlichen Grundstücken; Entschuldung der Land- und Forstwirtschaft.
- Angelegenheiten des Wasserrechts und der Wasserwirtschaft mit Ausnahme der wasserbautechnischen Angelegenheiten der Wasserstraßen sowie der Wasserversorgung und Kanalisation.
  - Wasserwirtschaftliches Forschungs-, Versuchs-, Prüfungs- und Kontrollwesen.
  - Verwaltung des öffentlichen Wassergutes, soweit diese nicht in die Zuständigkeit des Bundesministeriums für Wirtschaft, Energie und Tourismus fällt.
  - Angelegenheiten der Ersatzvornahme in Verfahren gemäß § 31 WRG 1959.
  - Angelegenheiten der Siedlungswasserwirtschaft und der Gewässerökologie sowie deren Förderung.
  - Angelegenheiten des Umwelt- und Wasserwirtschaftsfonds.
- Angelegenheiten des Pflanzenschutzes.
- Angelegenheiten der Schulerhaltung der land- und forstwirtschaftlichen Bundesschulen sowie Dienstrechtsangelegenheiten der Lehrer an land- und forstwirtschaftlichen Schulen, soweit diese nicht dem Bundeskanzleramt obliegen.
- Angelegenheiten der Berufsausbildung der Arbeiterinnen und Arbeiter in der Land- und Forstwirtschaft.
- Land- und forstwirtschaftliches Börsewesen.
- Angelegenheiten der beruflichen Vertretung der auf dem Gebiet der Land- und Forstwirtschaft selbständig Erwerbstätigen.
- Angelegenheiten der Bundesämter für Landwirtschaft und der landwirtschaftlichen Bundesanstalten.
- Verwaltung der spezifisch land- und forstwirtschaftlich genutzten Liegenschaften des Bundes einschließlich der Angelegenheiten der Österreichischen Bundesforste AG, der Bundesgärten und der Spanischen Reitschule.
- Angelegenheiten der Jagd und der Fischerei.
- Wahrung der wasserrechtlichen und wasserwirtschaftlichen Belange bezüglich aller Grenzgewässer und der wasserbautechnischen Belange bezüglich der Grenzgewässer gegenüber dem Ausland, soweit es sich dabei nicht um die schiffbaren Flüsse Donau und March und die Thaya von der Staatsgrenze bei Bernhardsthal bis zur Mündung in die March handelt.
- Koordination der finanziellen Abwicklung des Europäischen Regionalfonds.
- Koordination in Angelegenheiten der Raumforschung, Raumordnung, Raumplanung und Regionalpolitik einschließlich der Koordination von Regionalprogrammen im Rahmen der EU-Strukturfonds.
- Allgemeine Angelegenheiten des Klima- und Umweltschutzes.
  - Allgemeine Klimaschutzpolitik einschließlich Kohlenstoffmanagement mit Ausnahme der Kohlendioxidspeicherung im Rahmen des Bergbaus.
  - Allgemeine Umweltschutzpolitik.
  - Koordination auf allen Gebieten des Umweltschutzes.
  - Allgemeine Angelegenheiten des Immissionsschutzes.
  - Angelegenheiten der Umweltanwaltschaft.
  - Allgemeine Angelegenheiten der Umweltverträglichkeitsprüfung.
  - Angelegenheiten des Mess-, Auswerte- und Dokumentationswesens auf dem Gebiet des Umweltschutzes und der Umweltkontrolle.
  - Forschung auf dem Gebiet des Umweltschutzes, soweit sie nicht in den Wirkungsbereich des Bundesministeriums für Frauen, Wissenschaft und Forschung fällt.
  - Aus-, Fort- und Weiterbildung des Personals der öffentlichen Umweltschutzverwaltung.
  - Angelegenheiten der Umweltförderung, soweit sie nicht in den Wirkungsbereich des Bundesministeriums für Wirtschaft, Energie und Tourismus fallen.
- Abfallwirtschaft; Altlastensanierung.
  - Dazu gehören insbesondere auch Angelegenheiten der Ersatzvornahme bei Abfällen im Sinne der §§ 2 und 3 des Abfallwirtschaftsgesetzes 2002 (AWG 2002).
- Angelegenheiten des Artenschutzes.
- Angelegenheiten des Natur- und Landschaftsschutzes sowie der Naturhöhlen.
- Allgemeine Angelegenheiten des Schutzes vor ionisierenden Strahlen.
- Angelegenheiten des Giftverkehrs.
- Angelegenheiten der Kernenergie; allgemeine Angelegenheiten der Nuklearkoordination

## Struktur
Das Bundesministerium für Land- und Forstwirtschaft, Regionen und Wasserwirtschaft gliedert sich wie folgt.
- Bundesminister für Land- und Forstwirtschaft, Regionen und Wasserwirtschaft
  - Kabinett des Herrn Bundesministers
- Generalsekretär
  - Abteilung EU-Finanzkontrolle und interne Revision
  - Sektion Steuerung und Services
    - Abteilung PR/1: Personal
    - Abteilung PR/2: Personal- und Organisationsentwicklung
    - Abteilung PR/3: Budget
    - Abteilung PR/4: Schulen, Zentren für Lehre und Forschung
    - Abteilung PR/5: Kommunikation und Service
    - Abteilung PR/6: IKT-Grundsatzangelegenheiten und IKT-Management
    - Abteilung PR/7: Zentrale Dienste
    - Abteilung PR/8: Forschung und Entwicklung, Unternehmensservice
    - Ombudsstelle

  - Sektion Recht
    - Abteilung Recht 1: Europarecht, Agrar- und Förderungsrecht
    - Abteilung Recht 2: Betriebsmittelrecht und Ernährungssicherheit
    - Abteilung Recht 3: Parlament und Ministerrat
    - Abteilung Recht 4: Rechtliche Grundsatzabteilung
    - Abteilung EUKIA: EU-Koordination und internationale Angelegenheiten
    - Abteilung EUAB: EU-Angelegenheiten Brüssel

  - Sektion I: Wasserwirtschaft
    - Abteilung I/1: Wasserrechtlicher Vollzug
    - Abteilung I/2: Nationale und internationale Wasserwirtschaft
    - Abteilung I/3: Wasserhaushalt
    - Abteilung I/4: Anlagenbezogene Wasserwirtschaft
    - Abteilung I/5: Wasserlegistik und Wasserökonomie
    - Abteilung I/6: Hochwasserrisikomanagement
    - Abteilung I/7: Siedlungswasserwirtschaft

  - Sektion II: Landwirtschaft und ländliche Entwicklung
    - Abteilung II/1: Agrarpolitische Grundsätze, Datenmanagement und Weiterbildung
    - Abteilung II/2: Koordination, GAP-Strategiepläne und EU-Fischereifonds
    - Abteilung II/3: Agrarumwelt (ÖPUL), Bergbauern und Benachteiligte Gebiete, Biologische Landwirtschaft
    - Abteilung II/4: Direktzahlungen & INVEKOS
    - Abteilung II/5: Pflanzliche Produkte
    - Abteilung II/6: Tierische Produkte
    - Abteilung II/7: Obst, Gemüse, Wein, Sonderkulturen
    - Abteilung II/8: Lebensmittel- und Ernährungssysteme
    - Abteilung II/9: Internationale Agrar- und Handelspolitik

  - Sektion III: Forstwirtschaft und Nachhaltigkeit
    - Abteilung III/1: Waldpolitik, Waldökonomie und Waldinformation
    - Abteilung III/2: Forstliche Legistik, Rechtspolitik und Berufsqualifikation
    - Abteilung III/3: Waldschutz, Waldentwicklung und forstliche Förderung
    - Abteilung III/4: WLV, Schutzwaldpolitik und Waldbrandprävention
    - Abteilung III/5: Holzpolitik, Bioökonomie und Innovation
    - Abteilung III/6: Koordination Regionalpolitik und Raumordnung
    - Abteilung III/7: Innovation, Lokale Entwicklung und Zusammenarbeit

## Geschäftsbereiche
Das Bundesministerium hat folgende nachgeordnete Dienststellen.
- Hochschule für Agrar- und Umweltpädagogik
- Höhere Bundeslehranstalt und Bundesamt für Wein- und Obstbau Klosterneuburg
- Höhere Bundeslehr- und Forschungsanstalt für Landwirtschaft Raumberg–Gumpenstein
- Höhere Bundeslehr- und Forschungsanstalt für Gartenbau Schönbrunn und Österreichische Bundesgärten
- Höhere Bundeslehr- und Forschungsanstalt für Landwirtschaft, Landtechnik und Lebensmitteltechnologie Francisco Josephinum Wieselburg
- Höhere Bundeslehr- und Forschungsanstalt für Landwirtschaft und Ernährung sowie Lebensmittel- und Biotechnologie Tirol
- Höhere Bundeslehranstalt für Landwirtschaft und Ernährung Elmberg
- Höhere Bundeslehranstalt für Landwirtschaft und Ernährung Pitzelstätten
- Höhere Bundeslehranstalt für Landwirtschaft und Ernährung Sitzenberg
- Höhere landwirtschaftliche Bundeslehranstalt St. Florian
- Höhere Bundeslehranstalt für Landwirtschaft Ursprung
- Höhere Bundeslehranstalt für Forstwirtschaft Bruck/Mur
- Forstfachschule Traunkirchen
- Bundesamt für Wasserwirtschaft
- Bundesanstalt für Agrarwirtschaft und Bergbauernfragen
- Bundesamt für Weinbau Eisenstadt
- Bundeskellereiinspektion
- Forsttechnischer Dienst für Wildbach- und Lawinenverbauung (WLV)

Folgende ausgegliederte Einrichtungen sind dem Ressortbereich zuzuordnen:
- Agrarmarkt Austria
- Bundesforschungs- und Ausbildungszentrum für Wald, Naturgefahren und Landschaft
- Klima- und Energiefonds
- Landwirtschaftliche Bundesversuchswirtschaften GmbH
- Nationalpark Donau-Auen GmbH (50 % BMLUK, 25 % Land Niederösterreich, 25 % Wien)
- Nationalpark Gesäuse GmbH (50 % BMLUK, 50 % Land Steiermark)
- Nationalpark OÖ Kalkalpen GmbH (50 % BMLUK, 50 % OÖ Landesholding GmbH)
- Nationalpark Thayatal GmbH (50 % BMLUK, 50 % Land Niederösterreich)
- Österreichische Agentur für Gesundheit und Ernährungssicherheit GmbH (AGES, gemeinsam mit dem Bundesministerium für Arbeit, Soziales, Gesundheit, Pflege und Konsumentenschutz)
- Österreichische Bundesforste AG
- Spanische Hofreitschule und Bundesgestüt Piber
- Umweltbundesamt GmbH